# Chaffee (Dakota du Nord)
Pour les articles homonymes, voir Chaffee.
La zone non incorporée de Chaffee est située dans le comté de Cass, dans l’État du Dakota du Nord, aux États-Unis.

## Histoire
Un bureau de poste du nom de Chaffee a été opérationnel de 1894 à 1966. La localité, nommée d’après le promoteur Eben Chaffee, a été établie en 1898, peu après l’arrivée du chemin de fer.